# سوخومي
سُخُومِي أو سُوخُومِي (وكانت تعرف باسم صخوم أو قلعة صخوم، بالعثمانية: صخوم قلعه) عاصمة أبخازية وهي مدینة قد تضررت تضررًا کبیرًا بسبب الحرب الأبخازیة الجورجیة في تسعینیات القرن العشرين. تقع المدینة علی الساحل الشرقي للبحر الأسود وبذلك تحولت المدینة إلی میناء حیوي. ویوجد في المدینة مطار يسمى مطار سخومي درندا.

## المناخ
يظهر الجدول التالي التغييرات المناخية على مدار السنة لسخوم:
| البيانات المناخية لـسوخومي                    | البيانات المناخية لـسوخومي | البيانات المناخية لـسوخومي | البيانات المناخية لـسوخومي | البيانات المناخية لـسوخومي | البيانات المناخية لـسوخومي | البيانات المناخية لـسوخومي | البيانات المناخية لـسوخومي | البيانات المناخية لـسوخومي | البيانات المناخية لـسوخومي | البيانات المناخية لـسوخومي | البيانات المناخية لـسوخومي | البيانات المناخية لـسوخومي | البيانات المناخية لـسوخومي |
| الشهر                                         | يناير                      | فبراير                     | مارس                       | أبريل                      | مايو                       | يونيو                      | يوليو                      | أغسطس                      | سبتمبر                     | أكتوبر                     | نوفمبر                     | ديسمبر                     | المعدل السنوي              |
| --------------------------------------------- | -------------------------- | -------------------------- | -------------------------- | -------------------------- | -------------------------- | -------------------------- | -------------------------- | -------------------------- | -------------------------- | -------------------------- | -------------------------- | -------------------------- | -------------------------- |
| متوسط درجة الحرارة الكبرى °م (°ف)             | 8 (46)                     | 9 (48)                     | 12 (54)                    | 16 (61)                    | 19 (66)                    | 23 (73)                    | 25 (77)                    | 26 (79)                    | 23 (73)                    | 19 (66)                    | 15 (59)                    | 11 (52)                    | 17 (63)                    |
| متوسط درجة الحرارة الصغرى °م (°ف)             | 2 (36)                     | 2 (36)                     | 5 (41)                     | 8 (46)                     | 12 (54)                    | 17 (63)                    | 19 (66)                    | 19 (66)                    | 15 (59)                    | 11 (52)                    | 7 (45)                     | 3 (37)                     | 10 (50)                    |
| الهطول مم (إنش)                               | 137 (5.4)                  | 113 (4.4)                  | 135 (5.3)                  | 123 (4.8)                  | 115 (4.5)                  | 127 (5.0)                  | 100 (3.9)                  | 123 (4.8)                  | 127 (5.0)                  | 121 (4.8)                  | 133 (5.2)                  | 152 (6.0)                  | 1٬506 (59.1)               |
| متوسط الأيام الممطرة                          | 17                         | 15                         | 16                         | 15                         | 12                         | 11                         | 10                         | 10                         | 10                         | 12                         | 16                         | 16                         | 160                        |
| المصدر #1: Weatherbase                        |                            |                            |                            |                            |                            |                            |                            |                            |                            |                            |                            |                            |                            |
| المصدر #2: Georgia Travel Climate Information |                            |                            |                            |                            |                            |                            |                            |                            |                            |                            |                            |                            |                            |

## توأمة
لسوخومي اتفاقيات توأمة مع كل من:
- تيراسبول، {{مولدوفا}
- باندرمة،  تركيا[10]
- سيده،  تركيا[11]
- ماناغوا،  نيكاراغوا[12]

## أعلام
- ورد جنان قادين
- سيرغيه باغابش
- أمينة نازك
- أكاكي خوبوتيا
- شائستة خانم
- كاميلا غراي

## مصدر
1. ↑  ""Государственный комитет Республики Абхазия по статистике"". ugsra. مؤرشف من الأصل في 2023-06-09. اطلع عليه بتاريخ 2024-11-19.
2. ↑   http://www.gercekbandirma.com/bandirma-kardes-kentleriyle-el-ele. {{استشهاد ويب}}: |url= بحاجة لعنوان (مساعدة) والوسيط |title= غير موجود أو فارغ (من ويكي بيانات) (مساعدة)
3. ↑   http://www.kurskadmin.ru/node/911. {{استشهاد ويب}}: |url= بحاجة لعنوان (مساعدة) والوسيط |title= غير موجود أو فارغ (من ويكي بيانات) (مساعدة)
4. ↑   https://krd.ru/administratsiya/administratsii-krasnodara/upravlenie-kontrolya-i-protokola/mezhdunarodnye-svyazi/goroda-pobratimy/suhum/. {{استشهاد ويب}}: |url= بحاجة لعنوان (مساعدة) والوسيط |title= غير موجود أو فارغ (من ويكي بيانات) (مساعدة)
5. ↑  "საქართველოს საფოსტო ინდექსები — „საქართველოს ფოსტა"" (بالجورجية).
6. ↑  GeoNames (بالإنجليزية), 2005, QID:Q830106
7. 1 2  تاريخ جودت، الجزء الأول، ص: 315
8. ↑  "Sukhumi, Georgia Travel Weather Averages". Weatherbase. مؤرشف من الأصل في 2016-03-04. اطلع عليه بتاريخ 2016-06-26.
9. ↑  "Georgia, Sukhumi climate information". Travel-climate.com. مؤرشف من الأصل في 2016-03-03. اطلع عليه بتاريخ 2016-06-26.
10. ↑  Bandırma Gerçek Gazetesi | BANDIRMA KARDEŞ KENTLERİYLE EL ELEنسخة محفوظة 29 يوليو 2019 على موقع واي باك مشين.
11. ↑  World, Abkhaz (25 Nov 2012). "Viacheslav Chirikba: Our goal is to remove Abkhazia from international isolation". AbkhazWorld.com (بالإنجليزية البريطانية). Archived from the original on 2025-04-26. Retrieved 2024-11-20.
12. ↑  amerika21 (12 Nov 2021). "Managua mit neuer Städtepartnerschaft". amerika21 (بالألمانية). Retrieved 2024-11-20.{{استشهاد ويب}}:  صيانة الاستشهاد: أسماء عددية: قائمة المؤلفين (link)